# Eruptie

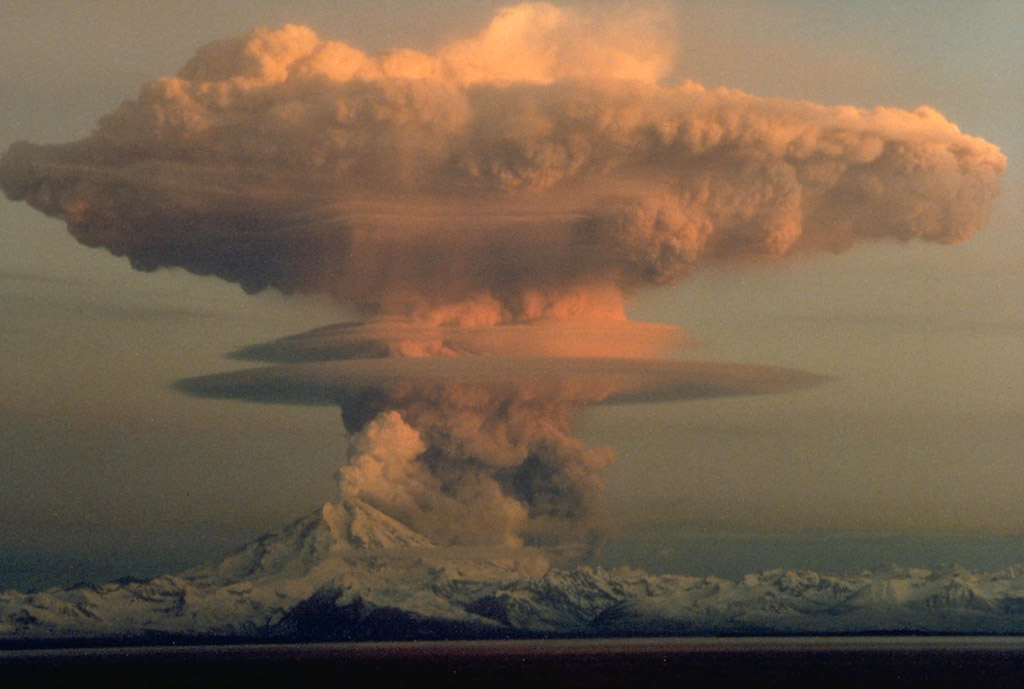
Uitbarsting van Mount Redoubt (Kenai Schiereiland Alaska), 1990

Een eruptie of vulkaanuitbarsting is de bekendste vorm van vulkanisme. De inhoud van de magmakamer van een vulkaan wordt hierbij met wisselend vulkanisch geweld naar buiten toe geledigd. De oorzaak van dit vulkanische fenomeen ligt in het feit dat op 100 kilometer diepte temperaturen heersen van 1000 tot 1300 °C. Het smeltende gesteente wordt hierbij omhoog gedrukt en verblijft in de magmakamer. Wanneer de druk daar te groot wordt, barst een vulkaan uit.
Bij een eruptie komen gassen en gesteenten vrij. De uitstoot van gesteenten kan bestaan uit stromen van vloeibaar gesteente, verschillende types lava, en materiaal dat de lucht in wordt geblazen. Dit materiaal (tefra) kan neerkomen als vulkanische bom, sintels en as. Vulkanische stof en as kunnen zo hoog geblazen worden dat zij in de stratosfeer terechtkomen waar het zich over grote delen van de Aarde kan verspreiden en zelfs klimatologische effecten in de vorm van afkoeling kan hebben. Een vulkaan kan zeer lang actief zijn met lange perioden van inactiviteit. Erupties kunnen met tussenpozen van enige tientallen tot duizenden jaren plaatsvinden. Een inactieve vulkaan wordt een slapende vulkaan genoemd.
Er worden op het land verschillende eruptietypes onderscheiden:
- Hawaï-type eruptie
- Plinische eruptie
- Pelée-type eruptie
- Vulcano-type eruptie
- Stromboli-type eruptie
- Freatische eruptie
- Freatomagmatische eruptie

Er zijn ook erupties op de bodem van de oceaan, ook wel onderzeese uitbarstingen genoemd. Onderzeese vulkanen hebben een hogere eruptiefrequentie dan vulkanen op het land, maar deze erupties zijn in het algemeen minder gevaarlijk.
Net als vulkanen op het land worden actieve onderzeese vulkanen steeds hoger. Op enig moment komt de top van de vulkaan boven het wateroppervlak uit en ontstaat een vulkanisch eiland. Dit kan zich eventueel als de vulkaan door erosie afgebroken wordt tot een atol ontwikkelen.
Voorbeelden van eilanden die op deze manier ontstaan zijn, zijn de Canarische Eilanden, IJsland, Hawaï, Anak Krakatau, en Surtsey.